# Stadion Panathinaiko
Panathinaiko (grč:Παναθηναϊκό στάδιο) je stadion u Ateni. Poznat je po tome što su 1896. na njemu održane prve moderne Olimpijske igre, i po tome što je jedini stadion u svijetu koji je u potpunosti izgrađen od bijelog mramora.
Ovaj je stadion, također poznat i pod imenom Kallimarmaro (grčki:Καλλιμάρμαρο).